# 萧王庙街道
萧王庙街道，中华人民共和国浙江省宁波市奉化区下辖的一个街道办事处，辖区面积86.13平方公里，因萧王庙而得名:70-71。

## 历史
唐时属义禽乡、美政乡，宋至清属长寿乡、禽孝乡、连山乡，民国初属长寿区、禽孝区、外连山区，1919年设萧王庙镇、大埠头镇，1939年属萧王庙区萧王庙镇， 禽孝一乡、二乡及小万竹区连山四乡，1947年属长寿区萧王庙镇，禽孝区棠云乡、畸泉乡，1949年属江口区萧王庙镇，溪口区畸泉乡、棠云乡，1950年畸泉乡划归江口区，后改为江口区环泉乡、牌亭乡、萧王庙乡，溪口区棠云乡、云溪乡，1953年牌亭乡划归溪口区，1954年萧王庙乡改为萧王庙镇，1956年环泉乡、锦屏乡滕头村、肖桥头村、傅家岙村并入萧王庙镇，云溪乡并入棠云乡，牌亭乡并入畸山乡，1958年改为萧镇公社萧镇管理区、棠云管理区，1959年设云集管理区，1961年改为萧镇公社、云集公社、棠云公社，萧镇公社、云集公社属江口区，棠云公社属溪口区，1970年云集公社并入萧镇公社，1983年改为萧镇乡、棠云乡，1984年萧镇乡改为萧王庙镇，1992年5月棠云乡并入萧王庙镇，2003年12月撤镇设立萧王庙街道，2008年3月钟家、甘家划入溪口镇，设立钟甘家村:11-17、141、492:45、71。

## 行政区划
萧王庙街道下辖以下地区：
萧王庙社区、袁家岙村、慈林村、林家村、前葛村、青云村、陈家岙村、傅家岙村、滕头村、肖桥头村、塘湾村、陈郎埭村、大埠村、棠岙村、云溪村、何应村、云集村、牌亭村、岭丰村、五星村、潘前村和后竺村。

## 中国传统村落
2014年11月17日，青云村列入第三批中国传统村落。

## 旅游
- 滕头村，为5A级旅游景区，先被联合国评为“全球生态500佳村庄”，后被评为“世界十佳自然村”。